# Радев, Румен
Ру́мен Гео́ргиев Ра́дев (болг. Румен Георгиев Радев; род. 18 июня 1963, Димитровград) — болгарский военный и государственный деятель, 5-й Президент Болгарии с 22 января 2017 года, командующий ВВС Болгарии (2014—2016), генерал-майор.

## Биография
Румен Радев родился 18 июня 1963 года в Димитровграде. Родители президента Болгарии Станка и Георгий Радевы проживают в селе Славяново Хасковской области.

### Образование
В 1982 году окончил математическую школу в Хасково с золотой медалью. В 1987 году окончил болгарский Университет воздушных сил имени Георгия Бенковского как лучший выпускник. В 1992 году окончил эскадронную офицерскую школу «Максвелл» в Соединённых Штатах Америки. С 1994 по 1996 год учился в оборонном и штабном колледже имени Раковского, где также был лучшим выпускником. Доктор военных наук в области совершенствования тактической подготовки летных экипажей и имитации воздушного боя.
В 2003 году окончил военно-воздушный колледж в Максвелле АФБ в США как магистр стратегических исследований с отличием.

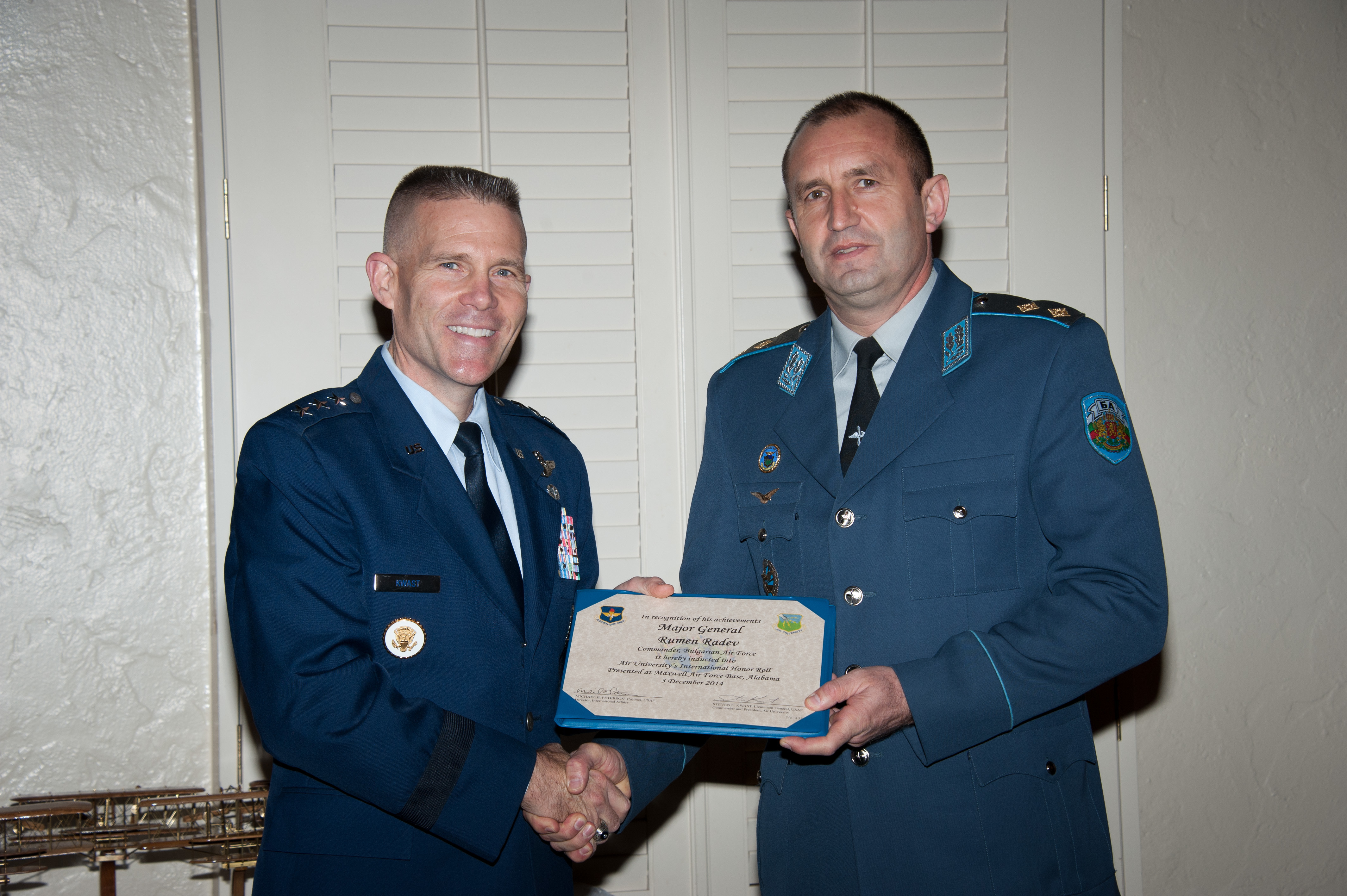
Румен Радев (справа) получает диплом американского Университета ВВС из рук генерал-лейтенанта Стивена Кваста. 2014 год.

Кроме болгарского владеет английским, немецким и русским языками.

### Военная карьера
- 1987—1988: младший пилот в 15-м Истребительном авиационном полку — Равнец
- 1989—1990: заместитель командира подразделения в 15-м Истребительном авиационном полку — Равнец
- 1990—1994: командир подразделения в 15-м Истребительном авиационном полку — Равнец
- 1996—1998: МиГ-29 командир эскадрильи на Пятой авиабазе истребителей — Равнец
- 1998—1999: заместитель командира по подготовке к полету на Пятой авиабазе истребителей — Равнец
- 1999—2000: заместитель командира по летной подготовке на третьей истребительной авиабазе граф Игнатиево
- 2000 — изучение противовоздушной обороны Республики Болгария — НАТО, Брюссель
- 2000—2005: начальник штаба третьей авиабазы истребителей — граф Игнатиево
- 2005—2009: командир третьей авиабазы истребителей — граф Игнатиево
- 2009—2014: заместитель командующего болгарских ВВС
- 2014—2016: командующий ВВС Болгарии

#### Информация о полётах
- Лётчик I-го класса.
- Опыт полётов на Л-29, Л-39, истребителях и МиГ-15УТИ, МиГ-17, МиГ-21, МиГ-29.
- Ознакомительные полёты на Ф-15, Ф-16, Ф/А-18 Хорнет, Еврофайтер Тайфун, СААБ Грипен.
- Налетал более 1400 часов.
- В 2014 году организовал авиационное шоу «Это Мы!» и лично исполнил «Колокол» и «Кобра Пугачева» на учениях на МиГ-29[4][5].

#### Воинские звания
- 1987 — Лейтенант
- 1990 — Старший лейтенант
- 1994 — Капитан
- 1997 — Майор
- 2000 — Подполковник
- 2003 — Полковник
- 2007 — Бригадный генерал
- 2014 — Генерал-майор

### Политическая карьера
В августе 2016 года Болгарская социалистическая партия и Альтернатива для болгарского Возрождения (АБВ) официально выдвинули Радева в качестве кандидата на президентских выборах в ноябре 2016 года. В паре с ним кандидатом в вице-президенты баллотировалась депутат Европарламента от БСП Илияна Йотова. В том же месяце АБВ сняла свою поддержку президентской кандидатуре генерала Радева в пользу другого лица.
В первом туре президентских выборов в Болгарии, прошедшем 6 ноября, Румен Радев получил 25,44 % голосов, на 3,5 % опередив кандидата от правящей партии «Граждане за европейское развитие Болгарии» Цецку Цачеву. С этим результатом он вышел во второй тур выборов 13 ноября, когда избирателям пришлось выбирать между ним и Цачевой. Вечером 13 ноября премьер-министр Болгарии Бойко Борисов и президент Росен Плевнелиев поздравили Румена Радева с победой на выборах Президента Болгарии. Радев набрал более 59 % голосов во втором туре, Цачева — менее 40 %. 14 ноября Цачева признала своё поражение. Избранный президент Болгарии на первой пресс-конференции после победы опроверг утверждения о своей «пророссийскости», заявив: «…Я натовский генерал, я первый болгарин, который окончил военно-воздушную академию в США, и я буду защищать наше евроатлантическое членство даже более активными средствами, чем сейчас».

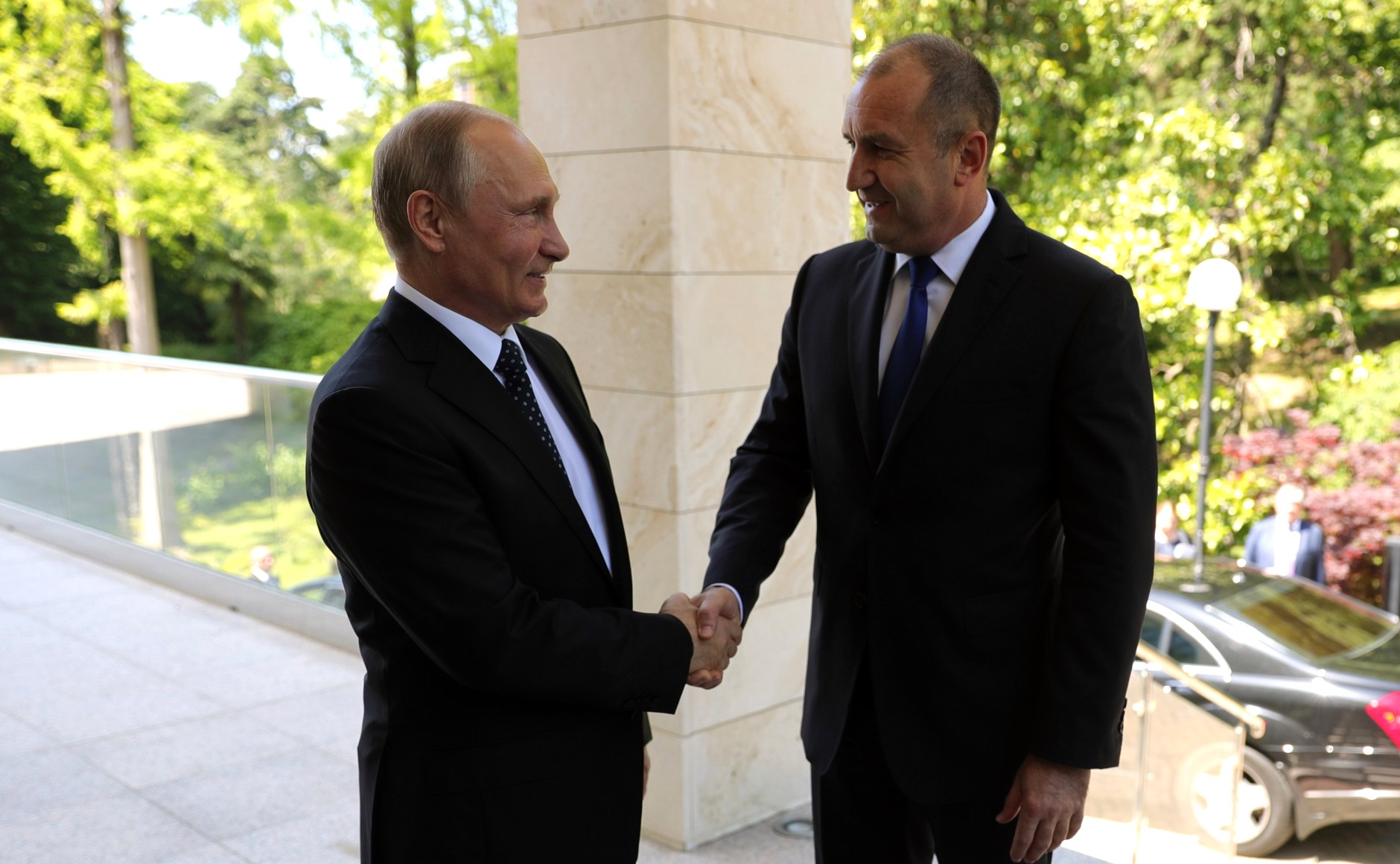
С Президентом России Владимиром Путиным, Россия, Сочи, 22 мая 2018 года

В выступлении перед Народным собранием после президентской присяги Радев, в частности, выразил надежду на восстановление диалога с Россией. Перспективу преодоления кризиса в отношениях между НАТО и Россией он увязал с выборами в США «и новой политической конъюнктурой в мире».
Вступил в должность президента Болгарии 22 января 2017 года.
Патриарх Московский и всея Руси Кирилл во время визита в Болгарию 4 марта 2017 года сказал о болгарском Президенте, что он произвёл «хорошее впечатление»: «человек интеллигентный, православный, любящий свою Родину, как мне кажется, открытый для диалога и взаимоотношений с Россией».
Между президентом Радевым и премьер-министром Борисовым разгорелся конфликт, в ходе которого публиковался компромат на премьера, а в качестве ответного хода прокуратура провела обыск администрации президента. В ходе болгарских протестов 2020 года, направленных против премьера и его сторонников, олигархов Догана и Пеевски, президент поддержал протестующих.
На президентских выборах в ноябре 2021 года Радев был переизбран на новый срок.

## Награды
- Награждён Орденом Спасителя (Греция), Орденом Заслуг (Мальта), а также многочисленными болгарскими медалями и призами, в том числе — знаком «За верную службу под флагами» III степени, почётным знаком Министерства обороны «Святой Георгий» II степени[3].
- Цепь ордена Заслуг pro Merito Melitensi (13 декабря 2019 года, Мальтийский орден)[20].